# مرض عظمي صماوي
المرض العظمي الصماوي هو مرض عظمي مرتبط باضطراب في جهاز الغدد الصماء. مثال على ذلك التهاب العظم الليفي الكيسي.

## الآلية
تعد الغدة الدرقية أو الغدة الجار درقية أو الغدة النخامية أو الغدة الكظرية والبنكرياس جزءًا من جهاز الغدد الصماء وبالتالي فهي مرتبطة بأمراض الغدد الصماء. بعض اضطرابات الغدد الصماء الشائعة هي قصور الغدة الدرقية وفرط نشاط الغدة الدرقية ومرض بادجيت وهشاشة العظام ومرض السكري. تنتج الغدة الدرقية هرمون الثيروكسين (T3 وT4) الضروري للتطور الطبيعي للجهاز العصبي. تشمل وظائفه: تعزيز النمو وزيادة معدل الأيض الأساسي والتحكم في درجة حرارة الجسم. إن تناول اليود الكافي ضروري لإنتاج هرمون الغدة الدرقية. وفقًا لـ Payton RG et al.، فإن أحد الاضطرابات الشائعة في الغدة الدرقية هو قصور الغدة الدرقية، وهو أكثر انتشارًا لدى النساء منه لدى الرجال. تشمل أعراض قصور الغدة الدرقية عدم تحمل البرد وزيادة الوزن والإرهاق وفقر الدم وصعوبة التركيز وانقطاع الطمث وبطء القلب (انخفاض معدل ضربات القلب) وتضخم الغدة الدرقية. هرمون آخر تفرزه الخلايا الجريبية من الغدة الدرقية هو الكالسيتونين. يعمل الكالسيتونين بشكل مضاد مع هرمون الغدة الجار درقية (PTH): كلاهما ينظم مستوى الكالسيوم في الدم. يتم تنظيم مستوى الكالسيوم في الدم بإحكام بواسطة هذين الهرمونين. خلايا عظامنا التي تشارك في تكوين العظام وانهيارها هي بانية العظم وخلايا العظم على التوالي. ناقضات العظم هي خلايا العظام التي تعزز نزع المعادن من العظام أو ارتشاف العظام. في المقابل تعزز أوستيوبلاست امتصاص الكالسيوم من قبل العظام مما يعزز تمعدن العظام وتكوين عظام جديدة. وهكذا ينشط الكالسيتونين بانيات العظم، وبالتالي يقلل من مستويات الكالسيوم في الدم عن طريق تقليل انهيار العظام (ارتشاف) عن طريق تثبيط ناقض العظم. بينما ينشط هرمون الغدة الدرقية ناقضة العظم وبالتالي يزيد من نسبة الكالسيوم في الدم. للهرمون الذي تفرزه الغدة الدرقية تأثير كبير على كثافة العظام، ارتفاع الكالسيوم في الدم. تؤثر تشوهات الغدة الدرقية على أمراض العظام مثل هشاشة العظام، وهي حالة شائعة عند النساء ولكن يمكن تشخيص إصابة الرجال بهذا المرض الصامت بالإضافة إلى أنها تؤثر بشكل أساسي على كبار السن.
بالإضافة إلى الغدة الدرقية يلعب فيتامين د دورًا مهمًا في امتصاص الكالسيوم. في الواقع فيتامين د ضروري لامتصاص الكالسيوم بكفاءة وبالتالي لصحة العظام. فيتامين (د) هو فيتامين قابل للذوبان في الدهون، وهو فريد من نوعه لأنه يعتبر بمثابة هرمون. يتم تصنيعه داخليًا في الكبد على شكل كولي كالسيفيرول. الشكل الداخلي غير النشط لفيتامين د هو كولي كالسيفيرول أو فيتامين د 3 الذي يتحول إلى شكل نشط من فيتامين د- كالسيتريول المعروف أيضًا باسم 1، 25-ديهيدروكسي كوليكالسيفيرول في الكلى عند التعرض لأشعة الشمس فوق البنفسجية. يساهم نقص فيتامين د أو أمراض الكلى في اضطرابات العظام مثل تلين العظام عند البالغين والكساح عند الأطفال. تلين العظام هو تليين العظام بسبب ضعف تمعدن العظام والذي بدوره يرجع إلى ضعف امتصاص الكالسيوم. في النهاية، هذه التغيرات الهرمونية في الجسم. مثل وظيفة الغدة الدرقية، والغدة الدرقية، والكبد، والكلى تعطل التغيرات الأيضية وكذلك وظيفة أعضاء معينة، مما يؤدي بدوره إلى حالة غير مرغوبة مثل اضطرابات العظام أو أمراض الغدد الصماء الأخرى.

## التشخيص
مرض العظام شائع بين كبار السن، ولكن يمكن تشخيص المراهقين بهذا الاضطراب أيضًا. هناك العديد من اضطرابات العظام مثل هشاشة العظام ومرض باجيت وقصور الغدة الدرقية. على الرغم من وجود العديد من أشكال اضطرابات العظام، إلا أنها تشترك جميعًا في شيء واحد؛ تشوهات في أعضاء معينة، نقص فيتامين د أو انخفاض الكالسيوم في النظام الغذائي مما يؤدي إلى ضعف تمعدن العظام.

## علم الأوبئة
يعد الاضطراب الغددي الصماوي أكثر شيوعًا عند النساء منه عند الرجال، حيث يرتبط باضطرابات الدورة الشهرية.